# Jim Nill
James Edward „Jim“ Nill (* 11. April 1958 in Hanna, Alberta) ist ein ehemaliger kanadischer Eishockeystürmer. Seit Mai 2013 ist er General Manager der Dallas Stars.

## Karriere als Spieler
Jim Nill begann seine Karriere 1974 bei den Drumheller Falcons in der zweitklassigen kanadischen Juniorenliga AJHL. 1975 wechselte er in die WCHL, eine der drei größten kanadischen Juniorenligen, zu den Medicine Hat Tigers. Dort spielte er drei Jahre und konnte sich in jeder Saison steigern, sodass er 1977/78 auf 47 Tore und 46 Vorlagen kam.
Die St. Louis Blues wählten ihn danach im NHL Amateur Draft 1978 in der sechsten Runde an Position 89 aus. Nill spielte die nächste Saison für die Mannschaft der University of Calgary und schloss sich 1979 für ein Jahr der kanadischen Nationalmannschaft an, mit der er auch bei den Olympischen Winterspielen 1980 antrat.
Im Sommer 1980 schaffte er schließlich den Sprung in den Profisport und spielte für die Salt Lake Golden Eagles aus der CHL. 1981 nahmen ihn die St. Louis Blues in ihren NHL-Kader auf, doch noch während der Saison wurde er zu den Vancouver Canucks transferiert. Mit ihnen zog er sofort ins Stanley-Cup-Finale ein, wo sie jedoch den New York Islanders unterlagen. In Vancouver etablierte sich Nill als defensiv orientierter Stürmer, der für seine körperliche Härte bekannt war.
Im Februar 1984 wurde er zu den Boston Bruins transferiert, die ihn aber nur ein Jahr später im Tausch für Morris Lukowich an die Winnipeg Jets abgaben. Bedingt durch Verletzungen litt seine Leistung in den folgenden Jahren und so wurde er in der Saison 1987/88 von den Jets zu ihrem AHL-Farmteam, den Moncton Hawks, geschickt. Dort blieb er jedoch nicht lange, denn die Detroit Red Wings verpflichteten ihn Anfang 1988.
Den Rest der Saison sowie die Saison 1988/89 absolvierte er komplett im NHL-Team der Red Wings, doch in den folgenden zwei Jahren kam er, wenn er nicht verletzt war, hauptsächlich in der AHL bei den Adirondack Red Wings zum Einsatz und beendete 1991 seine Karriere.

### Erfolge und Auszeichnungen
- 1981 CHL Second All-Star Team

## Karriere im Management
Nach dem Ende seiner aktiven Laufbahn schloss sich Jim Nill 1991 den neu gegründeten Ottawa Senators an, wo er zwei Jahre als Amateur Scout tätig war, ehe er zum Pro Scout befördert wurde. 1994 kehrte er zurück zu den Detroit Red Wings und wurde 1997 der Assistent von General Manager Ken Holland. In den folgenden Jahren war er auch mitverantwortlich bei den Adirondack Red Wings in der AHL. Als Mitglied der Organisation der Detroit Red Wings konnte er drei Stanley-Cup-Siege feiern. 2003 übernahm er den Posten als Director of Player Personnel bei der kanadischen Nationalmannschaft, die Weltmeister wurde, und 2004 war er General Manager der kanadischen Nationalmannschaft bei der Weltmeisterschaft, als Kanada die Goldmedaille gewann.
Zu Nills Aufgaben gehörten die Organisation der Amateur Scouts und die Wahl der Talente im NHL Entry Draft. Außerdem war er für die jungen Spieler der Detroit Red Wings zuständig, die im Farmteam bei den Grand Rapids Griffins, in den kanadischen Juniorenligen und in Europa spielten. Im Dezember 2007 wurde Nill zusätzlich zum Vizepräsidenten der Red Wings ernannt.
Seit Mai 2013 ist er General Manager der Dallas Stars. In dieser Funktion wurde er 2023 mit dem NHL General Manager of the Year Award geehrt, eine Auszeichnung, die er im Folgejahr verteidigte.

### Erfolge und Auszeichnungen
- 1997 Stanley-Cup-Sieger mit den Detroit Red Wings (als Scout)
- 1998 Stanley-Cup-Sieger mit den Detroit Red Wings (als Assistenz-General Manager)
- 2002 Stanley-Cup-Sieger mit den Detroit Red Wings (als Assistenz-General Manager)
- 2003 Goldmedaille bei der Weltmeisterschaft (als Director of Player Personnel von Team Canada)
- 2004 Goldmedaille bei der Weltmeisterschaft (als General Manager von Team Canada)
- 2008 Stanley-Cup-Sieger mit den Detroit Red Wings (als Assistenz-General Manager)
- 2023 NHL General Manager of the Year Award
- 2024 NHL General Manager of the Year Award